# 藤戸駅
藤戸駅（ふじとえき）は、かつて岡山県倉敷市藤戸町藤戸に存在した下津井電鉄下津井電鉄線の駅（廃駅）である。
1972年（昭和47年）4月1日、茶屋町 - 児島間の区間廃止に伴い廃止された。

## 歴史
- 1950年（昭和25年）2月10日：藤戸駅が開業する。
  - 当時の所在地表示は岡山県児島郡藤戸町大字藤戸であった。
- 1954年（昭和29年）12月1日：藤戸町が倉敷市（第1次）に編入され、所在地表示が岡山県倉敷市藤戸町藤戸になる。
- 1967年（昭和42年）2月1日：倉敷市（第2次）成立に伴い、所在地表示が現行のものになる。
- 1972年（昭和47年）4月1日：茶屋町 - 児島間が廃止される。それに伴い、藤戸駅も廃止となる。
- 1974年（昭和49年）11月：倉敷市による茶屋町 - 児島間の自転車道の整備が完成する。

## 駅構造
単式ホーム1面1線の地上駅で、終始無人停留場だった。

## 廃止後

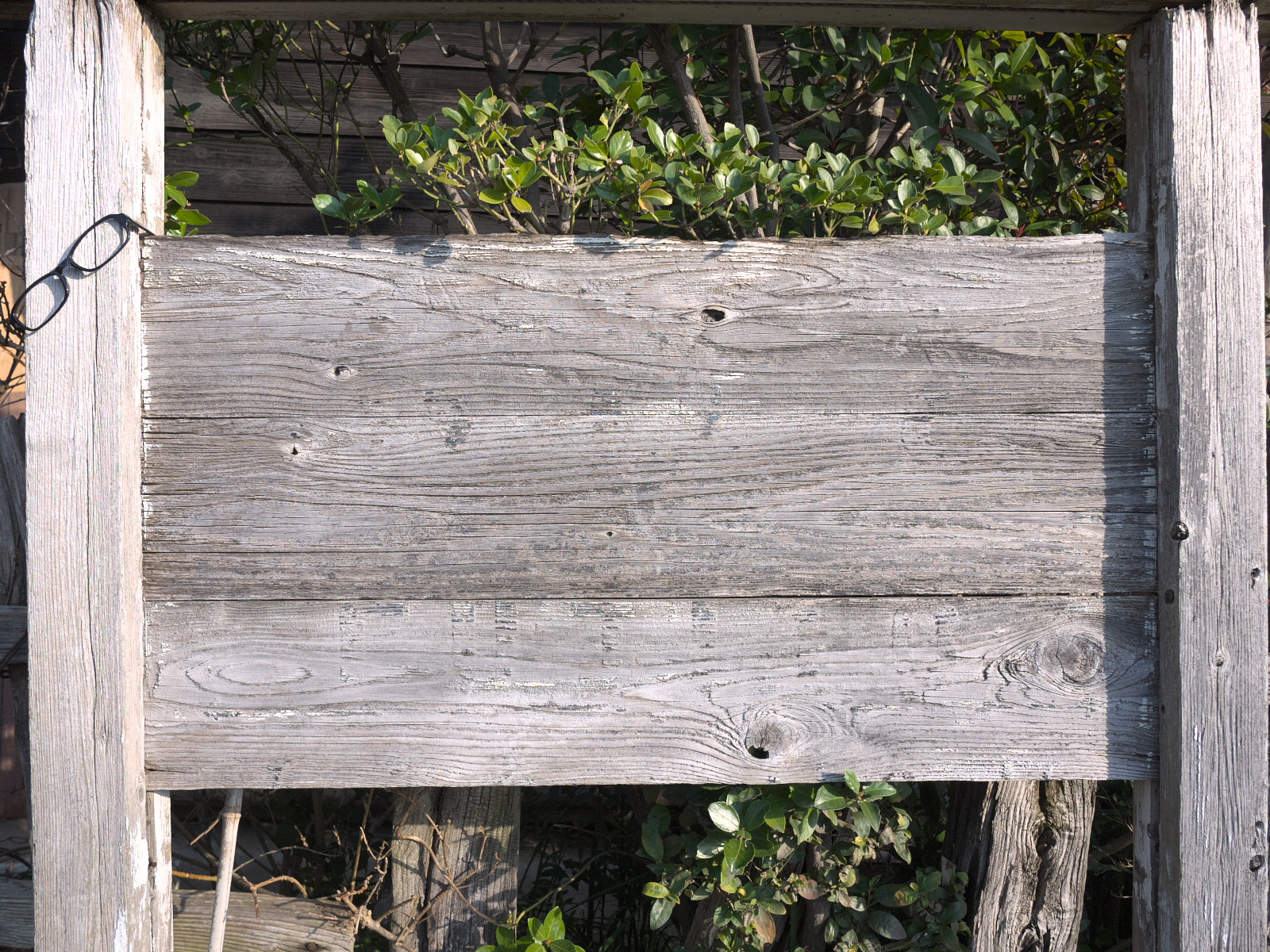
交換前の旧駅名標。わずかに「ふじと FUJITO」と書かれているのが見える（2017年1月）

- 廃止区間（茶屋町 - 児島）は、自転車専用道として整備されている。
- 当時のプラットホームが現存する。また、当時の物と推測される駅名標が現存していたが[2]、2019年に「吉備の児島陸続き400年・瀬戸大橋開通30周年記念事業」実行委員会によって模擬駅名標と交換された[3]。

## 隣の駅
下津井電鉄
下津井電鉄線
林駅 - 藤戸駅 - 天城駅